# Септола
Ако се једна нотна вредност подели на седам једнаких делова (уместо на четири), добија се септола (fr. septolet, engl. septuplet).
Септола или септимола (engl. septimole) се бележи: 
1. само бројем 7 (изнад или испод нота) или
2. бројем 7 и луком (изнад или испод нота) или
3. бројем 7 и четвртастом положеном заградом (изнад или испод нота).

Септола спада у неправилне тонске групе јер настаје поделом нотне вредности на 7 делова.

## Приказ настанка септола
| Нотна вредност се | уместо на 4 | дели на 7 делова |
| Цела нота         |             |                  |
| Половина ноте     |             |                  |
| Четвртина ноте    |             |                  |

- Ако нотну вредност поделимо на 3 дела - настаје триола, ако поделимо на 5 - квинтола, на 6 - секстола итд.[3]